# Ingvar Hjorth

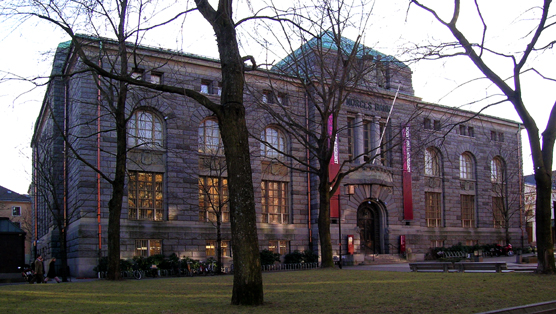
Museet for samtidskunst i Oslo, tidigare Norges Bank

Ingvar Magnus Olsen Hjorth, född 19 augusti 1862 i Kristiania (nuvarande Oslo), död 4 oktober 1927, var en norsk arkitekt.
Ingvar Hjorth var från början murare och vidareutbildade sig på Statens håndverks- og kunstindustriskole i Oslo och i Berlin och genom resor och vistelser i utlandet. Han fungerade i ett par år som teknisk ledare på stenindustriföretaget Johs. Grønseth & Co. Han ritade bland annat Norges Banks nya byggnad och, tillsammans med Bredo Greve, Kunstindustrimuseets och den kgl. Kunst- og håndverksskoles byggnad i Kristiania.
Han var gift med Emma Hjorth.